# Felsensittich

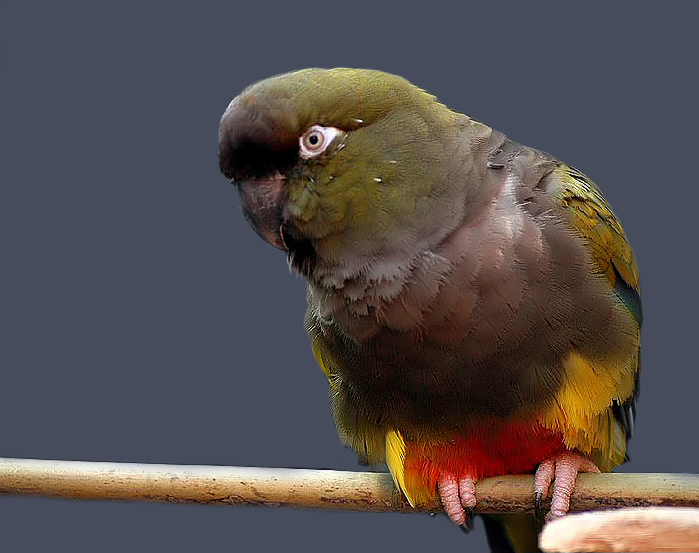
Aufgrund ihres prächtigen Gefieders werden die Papageien oft als Haustiere gehalten

Der Felsensittich (Cyanoliseus patagonus) gehört zur Familie der Eigentlichen Papageien und zur Gattung Cyanoliseus. Er wird auch Chilesittich genannt und gehört zu den außergewöhnlichsten Papageien Südamerikas, da die kleinen Vögel die Anden überquerten, um sich einen neuen Lebensraum zu erschließen.
In El Cóndor an der Atlantikküste befindet sich die größte Kolonie von Felsensittichen, die mit etwa 35.000 Vögeln die größte Papageienkolonie der Welt ist.
Obwohl einige Unterarten bereits als gefährdet gelten und der Populationstrend rückläufig ist, wird die Art mit rund 95.000 Exemplaren (Stand 2022), vom IUCN als insgesamt nicht gefährdet eingestuft.

## Beschreibung
Der Felsensittich ist ein tagaktiver Vogel. Er ähnelt im Aussehen sowie von der Proportion her sehr stark dem Arasittich. Kopf, Nacken, Rücken und die Rückendeckfedern sind dunkel braunoliv gefärbt mit unterschiedlich grünlichen Schattierungen. Die untere Rückenpartie, der Rumpf und der Unterkörper sind gelblich mit leichter Olivtönung. Die Hüfte und der Unterbauch weisen eine verwaschene rot-orange Färbung auf. Die Kehle und die Brust sind grau mit einem leichten Braunton versehen. An den Außenseiten der Brust sind weißliche Markierungen, die sich zu einem schmalen Band zusammenfügen. Die oberen und unteren Flügeldecken sind ebenfalls olivfarben. Des Weiteren sind die Außenfahnen der Schwungfedern blaugrün, die Schwanzunterseite bräunlich und die Oberseite olivgrün mit einem bläulichen Einschlag. Der Schnabel ist grau und die Iris blassgrau gefärbt mit einem nackten weißen Augenring. Die Füße sind fleischfarben. Der Felsensittich erreicht eine Gesamtgröße von 45 cm. Die Lebensdauer beträgt etwa 30 Jahre.

## Verbreitung

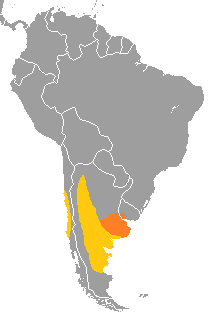
Verbreitungsgebiete des Cyanoliseus patagonus; Nistbereiche (gelb) und saisonale Futterplätze (orange)

Der Felsensittich ist in Teilen des südlichen Südamerikas, in Mittelchile, Argentinien und Süduruguay anzutreffen. Offene Graslandschaften und Savannen sind sein bevorzugtes Biotop. In Argentinien wird er als Nahrungsschädling bekämpft, während er in Chile mittlerweile selten und daher geschützt ist.
Ursprünglich lebten die Sittiche nur auf der Pazifikseite der Anden. Forscher fanden heraus, dass eine Gruppe der Papageien, vor etwa 120.000 Jahren, über das etwa 3.000 Meter hohe Gebirge geflogen sind, wie Genanalysen bestätigten. Ornithologen des Max-Planck-Instituts für Ornithologie konnten feststellen, dass es der Art nur ein einziges Mal gelungen ist, das Hochgebirge erfolgreich zu überqueren, um sich auf der anderen Seite neue Lebensräume zu erschließen. Die Papageien haben dabei wahrscheinlich einen etwa 3.000 Meter hoch gelegenen Gebirgspass, in der Nähe des  fast 7.000 Meter hohen Aconcagua überquert.
In ihrem ursprünglichen Verbreitungsgebiet, in Chile, sind mittlerweile nur noch kleine Kolonien anzutreffen. Die dort heimische Unterart gilt mittlerweile als vom Aussterben bedroht. Eine der Gründe ist, dass noch immer zu viele Tiere illegal gefangen und als Haustiere verkauft werden.
Aus der ersten Population von Felsensittichen haben sich in Argentinien zwei neue Unterarten entwickelt, wie die genetische Untersuchung von insgesamt 66 Kolonien bestätigen konnte. Die südliche Unterart hat sich, entlang der Flüsse, erfolgreich bis zum Atlantik ausgebreitet, wo mittlerweile die größten Kolonien der kleinen Papageien zu finden sind. Diese zahlenmäßig größte Unterart in Patagonien ist weniger durch Wildfang bedroht, als durch Habitatsverlust, da in Südargentinien an vielen Orten die Steppe gerodet wird, um landwirtschaftliche Anbauflächen (unter anderem für Sojabohnen) zu schaffen.
Dennoch ist die südliche Unterart nicht in ihrem Bestand bedroht, anders als die nördliche Unterart, deren Bestand auf etwa 2.000 wild lebende Brutpaare geschätzt wurde.

## Nahrung
Die Nahrung sucht der Felsensittich in großen Schwärmen auf dem Boden und in der Vegetation. Der Felsensittich ernährt sich hauptsächlich von Samen, Beeren, Früchten und anderen Pflanzenteilen, wie Blättern, sowie von Mais und Getreide.

## Fortpflanzung

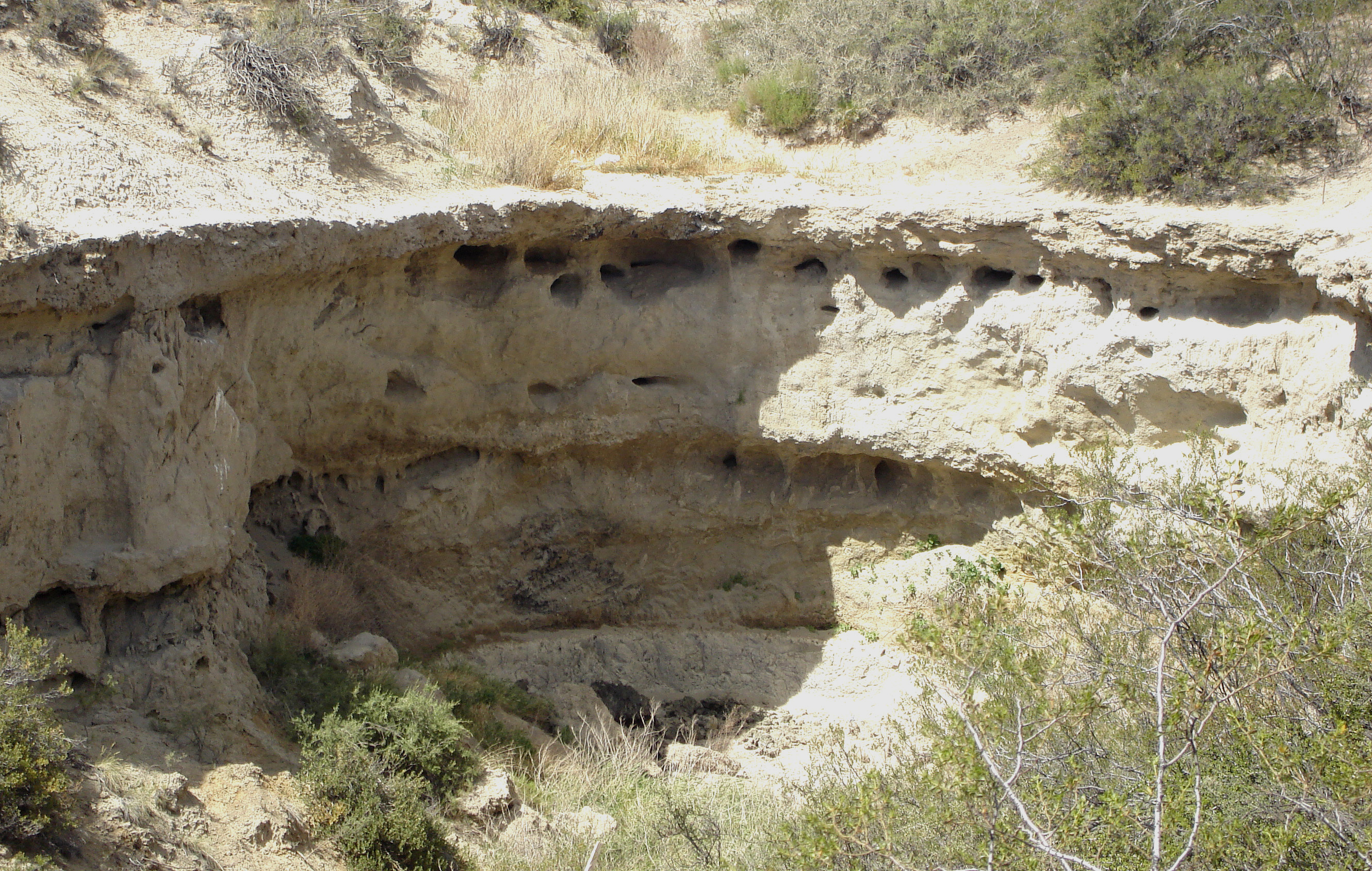
Nisthöhlen des Felsensittichs

Felsensittiche sind Höhlenbrüter, die in Kolonien in Sand- oder Kalksteinfelsen brüten. Geeignete Nistplätze finden sie in den Tälern zu beiden Seiten der Anden sowie an den Steilküsten des Atlantiks.
Die Paarbindung der Felsensittiche ist sehr stark und kann das ganze Leben halten. Zur Brut werden tiefe Gänge mit Nisthöhlen in Steilwände gegraben. Die Gänge können bis zur Höhle 4 m betragen. Die Brutsaison beginnt im September. Das Weibchen bebrütet ein Gelege von etwa 2 bis 4 Eiern. Nach 22 bis 26 Tagen schlüpfen die Küken. Sie sind nach dem Schlupf noch nackt und blind. Bis sie die Größe der adulten Vögel erreicht haben und voll befiedert sind, halten sie sich acht Wochen in der Bruthöhle auf.